# Neasura buruana
Neasura buruana är en fjärilsart som beskrevs av Van Eecke 1929. Neasura buruana ingår i släktet Neasura och familjen björnspinnare. Inga underarter finns listade i Catalogue of Life.